# Soccer Mommy
Софія Регіна Еллісон (англ. Sophia Regina Allison) — американська співачка та автор пісень з Нешвілла, штат Теннессі, більш відома під псевдонімом Soccer Mommy.

## Історія
Софія Регіна Еллісон народилася 27 травня 1997 року в Цюріху, Швейцарія, в родині вчительки початкової школи Мішель та нейробіолога Джона. Еллісон виросла в Нешвіллі, штат Теннессі, куди її батьки переїхали, коли їй було 2 роки. Вона відвідувала спеціалізовану середню школу School of the Arts в Нешвіллі. Де вона вивчала гітару та грала в свінг гурті. Еллісон вперше почала займатися музикою і грати на гітарі у віці шести років.
Влітку 2015 року вона почала публікувати домашні записи пісень на Bandcamp під псевдонімом Soccer Mommy. Потім вона відвідувала New York University (NYU), де вивчала музичний бізнес у коледжі Steinhardt School of Culture, Education, and Human Development. Під час навчання в коледжі, Еллісон, під псевдонімом Soccer Mommy, зіграла свій перший концерт в громадському мистецькому просторі Silent Barn у Бушвіку, Бруклін, і незабаром після цього уклала контракт з незалежним лейблом Fat Possum Records. У 2017 році, після двох років навчання, вона кинула коледж, щоб повернутися до Нешвілла та продовжити музичну кар’єру.
Перший повноформатний альбом Soccer Mommy, For Young Hearts, вийшов у 2016 році на незалежному лейблі Orchid Tapes.
Альбом-збірка Soccer Mommy, Collection, був випущений у 2017 році на незалежному лейблі Fat Possum Records.
2 березня 2018 року Soccer Mommy випустила альбом під назвою Clean.
Soccer Mommy гастролювала з такими виконавцями: Stephen Malkmus, Mitski, Kacey Lee Musgraves, Jay Som, Slowdive, Frankie Cosmos, Liz Phair, Phoebe Bridgers та іншими.
Вона приєдналася до гуртів Paramore та Foster the People у першій половині їхнього літнього туру 2018 року. Восени 2018 року Soccer Mommy зіграла на розігріві перед концертом гурту Vampire Weekend. Вона також грала на розігріві під час турне гурту Wilco восени 2019 року. У лютому 2020 року вона зіграла на одному з президентських мітингів Берні Сандерса та підтримала його президентську кампанію 2020 року.

## Вплив
Еллісон назвала виконавців, які вплинули на її музику: Natalie Imbruglia, Mitski, Slowdive, the Chicks, Taylor Swift, Avril Lavigne,
а також міста, які вплинули на її музику: Нешвілл, Нью-Йорк.
Альбом Avril Lavigne, Under My Skin (2004) був першим компакт-диском, яким вона володіла у дитинстві.
Еллісон сказала, що на її музичний стиль вплинула поп-музика і її привабливі елементи вона прагне включити в свої пісні.

## Дискографія
| Дискографія Soccer Mommy | Дискографія Soccer Mommy |
| ------------------------ | ------------------------ |
| Студійні альбоми         | 3                        |
| Збірки                   | 1                        |
| Музичні кліпи            | 11                       |
| Мініальбоми              | 5                        |
| Сингли                   | 23                       |
| Демо альбоми             | 1                        |

### Студійні альбоми
| Clean                                                                               | - Реліз: 2 березня, 2018 - Лейбл: Fat Possum - Формат: LP, CD, digital download, streaming                    | —   | —  | — | —  | 20 | —  | —  |
| Color Theory                                                                        | - Реліз: 28 лютого, 2020 - Лейбл: Loma Vista, Concord - Формат: CD, LP, cassette, digital download, streaming | 142 | 7  | 2 | 22 | —  | 52 | —  |
| Sometimes, Forever                                                                  | - Реліз: 24 червня, 2022 - Лейбл: Loma Vista, Concord - Формат: LP, CD, digital download, steaming            | 137 | 14 | 1 | —  | 7  | 14 | 95 |
| "—" позначає запис, який не потрапив у чарти або не був випущений на цій території. | |     |    |   |    |    |    |    |

### Демо альбоми
| Назва            | Подробиці                                                                 | Найвища позиція в чарті | Найвища позиція в чарті |
| Назва            | Подробиці                                                                 | US                      | US Indie                |
| ---------------- | ------------------------------------------------------------------------- | ----------------------- | ----------------------- |
| For Young Hearts | - Реліз: 17 червня, 2016 - Лейбл: Orchid Tapes - Формат: Digital download | 5                       | 30                      |

### Збірні альбоми
| Назва                                 | Подробиці                                                                                |
| ------------------------------------- | ---------------------------------------------------------------------------------------- |
| Collection                            | - Реліз: 4 серпня, 2017 - Лейбл: Fat Possum - Формат: CD, LP, cassette, digital download |
| Soccer Mommy & Friends Singles Series | - Released: 2 липня, 2020 - Лейбл: Loma Vista, Concord - Формат: Digital download        |

### Мініальбоми
| Назва                          | Подробиці                                                                                  |
| ------------------------------ | ------------------------------------------------------------------------------------------ |
| Songs for the Recently Sad     | - Реліз: 25 вересня, 2015 - Лейбл: Self-released - Формат: Digital download                |
| Songs from My Bedroom          | - Реліз: 11 грудня, 2015 - Лейбл: Self-released - Формат: Digital download                 |
| Songs from My Bedroom (pt. 2)  | - Реліз: 26 січня, 2016 - Лейбл: Self-released - Формат: Digital download                  |
| Soccer Mommy on Audiotree Live | - Реліз: 10 жовтня, 2017 - Лейбл: Audiotree Music - Формат: Digital download               |
| Karaoke Night                  | - Реліз: 15 вересня, 2023 - Лейбл: Loma Vista - Формат: LP CD, digital download, streaming |

### Сингли
| "Last Girl" / "Be Seeing You"                                                       | 2017 | —  | —  | Non-album singles                                |
| "Allison"                                                                           | 2017 | —  | —  | Collection                                       |
| "Inside Out"                                                                        | 2017 | —  | —  | Collection                                       |
| "Your Dog"                                                                          | 2018 | —  | —  | Clean                                            |
| "Cool"                                                                              | 2018 | —  | —  | Clean                                            |
| "Scorpio Rising"                                                                    | 2018 | —  | —  | Clean                                            |
| "Mass Grave" (with Health)                                                          | 2018 | —  | —  | Disco4: Part I                                   |
| "Henry" / "I'm on Fire"                                                             | 2018 | —  | 10 | Non-album singles                                |
| "Blossom (Demo)" / "I'll Be Seeing You"                                             | 2019 | —  | —  | Non-album singles                                |
| "Feed"                                                                              | 2019 | —  | —  | The Turning (Original Motion Picture Soundtrack) |
| "Lucy"                                                                              | 2019 | —  | —  | Color Theory                                     |
| "Yellow Is the Color of Her Eyes"                                                   | 2019 | —  | —  | Color Theory                                     |
| "Circle the Drain"                                                                  | 2020 | 18 | —  | Color Theory                                     |
| "Bloodstream"                                                                       | 2020 | —  | —  | Color Theory                                     |
| "Crawling in My Skin" / "Circle the Drain"                                          | 2020 | —  | —  | Color Theory                                     |
| "Rom Com 2004"                                                                      | 2021 | —  | —  | Non-album singles                                |
| "Rom Com 2021" (with Kero Kero Bonito)                                              | 2021 | —  | —  | Non-album singles                                |
| "Shotgun"                                                                           | 2022 | 13 | —  | Sometimes, Forever                               |
| "Unholy Affliction"                                                                 | 2022 | —  | —  | Sometimes, Forever                               |
| "Bones"                                                                             | 2022 | —  | —  | Sometimes, Forever                               |
| "newdemo"                                                                           | 2022 | —  | —  | Sometimes, Forever                               |
| "Lose You" (with Bully)                                                             | 2023 | 13 | —  | Non-album singles                                |
| "Soak Up the Sun"                                                                   | 2023 | –  | —  | Karaoke Night                                    |
| "I'm Only Me When I'm with You"                                                     | 2023 | –  | —  | Karaoke Night                                    |
| "—" позначає запис, який не потрапив у чарти або не був випущений на цій території. |      |    |    |                                                  |

### Музичні кліпи
| Назва                             | Рік  | Продюсер                     |
| --------------------------------- | ---- | ---------------------------- |
| "Allison"                         | 2017 | Harry James Clifford         |
| "Inside Out"                      | 2017 | Harry James Clifford         |
| "Your Dog"                        | 2018 | Weird Life Films             |
| "Cool"                            | 2018 | Ambar Navarro                |
| "Scorpio Rising"                  | 2018 | Jonny Look                   |
| "Yellow Is the Color of Her Eyes" | 2019 | Alex Ross Perry              |
| "Circle the Drain"                | 2020 | Atiba Jefferson              |
| "Bloodstream"                     | 2020 | Bella Clark and Haven Butler |
| "Rom Com 2004"                    | 2021 | Fustic Studio                |
| "Shotgun"                         | 2022 | Kevin Lombardo               |
| "Bones"                           | 2022 | Alex Ross Perry              |
| "Feel It All the Time"            | 2022 | Zav Magasis                  |

## Нагороди та номінації
| Рік  | Асоціація     | Категорія                                     | Номінована робота  | Результат | Джерело |
| ---- | ------------- | --------------------------------------------- | ------------------ | --------- | ------- |
| 2021 | Libera Awards | Libera Award for Best Alternative Rock Record | Color Theory       | Номінація | [ 29 ]  |
| 2021 | Libera Awards | Creative Packaging                            | Color Theory       | Перемога  | [ 29 ]  |
| 2023 | Libera Awards | Best Rock Record                              | Sometimes, Forever | Номінація | [ 30 ]  |

## Зовнішні джерела
- Офіційний сайт
- Soccer Mommy на сайті AllMusic (англ.)

- Soccer Mommy на сайті Discogs (англ.)
- Soccer Mommy на сайті IMDb (англ.)
- Soccer Mommy at Fat Possum Records